# Edmund Turges
Edmund Turges (fl. ca. 1450–1510) war ein englischer Komponist.

## Leben
Über seine Herkunft ist nichts bekannt. 1469 wurde er in die Fraternity of St. Nicholas aufgenommen, die Londoner Gilde der Gemeindeschreiber. Er muss zur Regierungszeit von Heinrich VII. (1485–1509) aktiv gewesen sein. Allerdings hatte er keinen Posten am englischen Hof oder einer größeren Kirche bekleidet haben, sondern stand vielleicht in privaten Diensten von Adelskreisen. Vielleicht ist er mit jenem Sturges (eine übliche Namensvariante) identisch, der um 1507/08 Kaplan am New College von Oxford war.
Turges’ Werke fanden Eingang in die bedeutendsten zeitgenössischen Quellen englischer Chormusik wie das Eton Choirbook, das Fayrfax Book, das Caius Choirbook und das Ritson Manuscript. Die erhaltenen Werke sind lang, figuriert und stark gegliedert in Abschnitte, in denen die Stimmenzahl häufig wechselt.

## Werke
Geistlich
- Kyrie und Gloria 3v., (»Sturges« zugeschr.)
- Magnificat 5v.
- »Gaude flore virginali« 5v.
- »Gaude flore virginali« 4v.

Weltlich
- »Alas, it is I that wote notte what to say«
- »Enforce yourselfe«, carol
- »From stormy wyndis«, carol, Aufbruchslied für Arthur, Prince of Wales
- »I am he that hath you dayly servyd« (unvollständig)

Verschollene Werke:
- Messen
- polyphone Antiphonen für den hl. Nikolaus, die hl. Katharina und die Jungfrau Maria
- 3 Magnificat